# Bramzeil

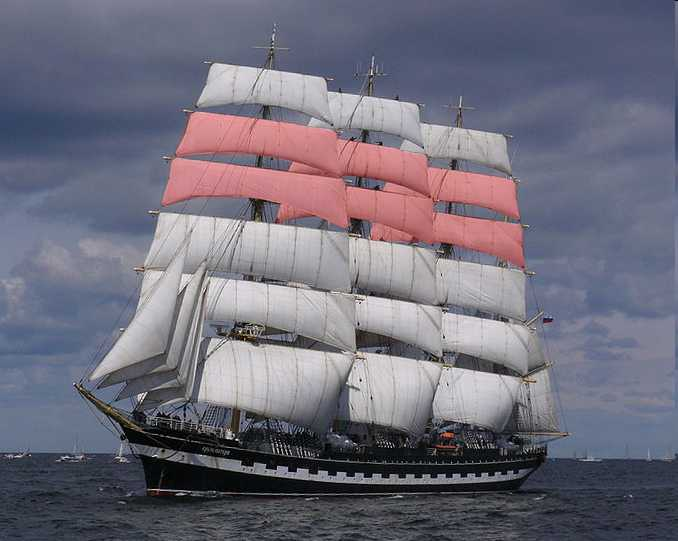
De bramzeilen in roze.

Een bramzeil (of bram) is het zeil dat gevoerd wordt aan het derde stuk mast vanaf het dek gerekend, de bramsteng. Daarboven kan zich nog een zeil, het bovenbramzeil bevinden en eventueel daarboven nog een scheizeil. Tot na 1800 had het bovenbramzeil een eigen rondhout, daarna werden de bramsteng en de bovenbramsteng als één rondhout uitgevoerd.
Aan het eind van de 19e eeuw werden op de grote stalen vrachtschepen de bramzeilen dermate groot, dat ter wille van de handelbaarheid, het zeil in twee kleinere gesplitst werd. De ra van het onderste van de twee was bevestigd aan het ezelshoofd van de marssteng en werd bij het innemen van het zeil niet verplaatst. De ra van het bovenste van de twee liet men bij innemen zakken tot iets boven de onderste. Bij een schip met gesplitste bramzeilen kan zich daarboven wel een bovenbramzeil bevinden, wat het meest gebruikelijke is, of niet, in welk geval het schip de scheldnaam "baldheader" (letterlijk kaalkop) mee kreeg.